# Orosz József (újságíró)
Orosz József (Tapolca, 1961. október 20. –) újságíró, riporter, szerkesztő-műsorvezető, egyetemi tanár.

## Életpályája
Orosz József 1961-ben született. Gyermekkorától fogva rádiózik, első riportja még ötödikes korában hangzott el a Magyar Rádióban.  Általános és középiskolában folyamatosan az iskolarádiókat szerkesztette, közben a Magyar Rádió Ötödik Sebesség, Táskarádió és Krónika műsorainak dolgozott.  Huszonéves korában lett a Magyar Rádió Krónika rovatának állandó munkatársa.
Hírnevet akkor szerzett, amikor mikrofonja előtt Pozsgay Imre, az MSZMP Politikai Bizottságának tagja 1989. január 28-án 1956-ot népfelkelésnek nevezte.
Szűk egy esztendővel később élőben közvetítette a romániai forradalmat, egyebek között Aradról, egy radiátor alól, amikor a népfelkelők és a Securitate csapatai tűzharcba keveredtek egymással.  Míg a Magyar Televízió Esti Egyenleg és Objektív című közéleti műsorainak volt vezető munkatársa, dolgozott a Magyar Rádió Krónika és 168 óra műsorainak.
Számos hadszíntérről tudósított, Irakból az Öbölháborúk idején (1991, 2003), Szarajevóból, Belgrádból, Grúziából, tudósításaival követte a kelet-európai rendszer összeomlását, a berlini fal leomlását.  Több évig a Magyar Televízió Napkelte műsorának volt műsorvezetője, illetve napi politikai elemző műsort vezetett Kontra címmel a Klubrádióban.  Munkásságát Hemingway életmű- és kollektív Joseph Pulitzer-emlékdíjjal ismerték el. 1991-ben és 1995-ben az Egyesült Államokban folytatott tanulmányokat az ABC News with Peter Jennings hírműsornál, a 20/20 with Barbara Walters heti hírműsornál, valamint az austini egyetem médiaszakán.  2002-ben Toleranciadíjat kapott. 2008-ban az elsők között írta alá a Magyar Demokratikus Chartát.
2010-ben Kanadába ment tanítani, majd 2014-ben kanadai állampolgár lett. Az észak-amerikai ország számos egyetemén, Ottawában, Torontóban és Montréalban tanít újságírást, újságírás-gyakorlatot és -elméletet, televíziózást és dokumentumfilm-elméletet valamint Kelet-Európa történetét.
Egyetemi professzori sikereit az év professzora jelöléssel ismerték el 2014-ben és 2018-ban.
Szerkesztésében és a saját kiadásában jelent meg 2020-ban a Hogyan lettem rádiós című kötet, amely neves személyiségek visszaemlékezéseinek a gyűjteménye, azoké, akik a Magyar Rádióban dolgoztak.

## Művei
- Bagdad után szabadon; Klubrádió 95.3–Magyar Könyvklub, Bp., 2003